# Скейски порти
Скейските порти са градска порта на Троя.
Намирали се в западната част на градската стена. През тях се минавало, за да се стигне до бойното поле по време на Троянската война и лагера на ахейците (Вергилий, Енеида II,612). Над портите имало кула, от която се наблюдавало бойното поле.
При Скейските порти се срещат за последно Андромаха и Хектор. Оттам Хектор излиза за последното си бойно сражение – с Ахил.
Скейските порти се наричали още и Дардански по името на Дардан или Западни порти. На гръцки името им значи „леви“, но и „западни порти“, защото гръцките птицегадатели се обръщат при гаданията на север, следователно лявата им страна е откъм запад.